# Francesco De Virgilio

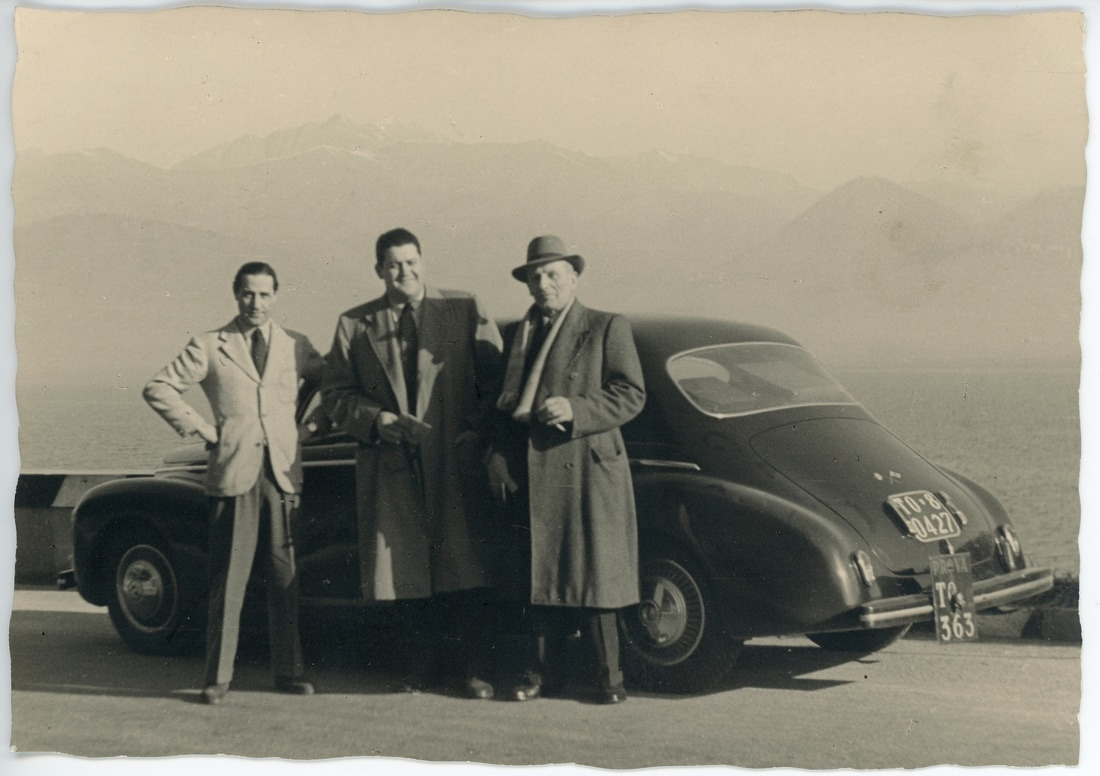
De Virgilio, Gianni Lancia, Vittorio Jano. Posso 1947 Lancia Aprilia "Bilux", 14 Marzo 1948

Francesco De Virgilio (Reggio Calabria, 23 dicembre 1911 – Torino, 5 agosto 1995) è stato un ingegnere italiano.

## Biografia
Subito dopo aver conseguito - nel luglio 1930- il diploma liceale, nel 1931 si immatricola alla facoltà di ingegneria dell'Università di Messina per trasferirsi, due anni dopo, al Politecnico di Torino. Si laurea il 29 ottobre del 1936 e frequenta poi il corso di specializzazione in costruzione automobilistica, che completa con successo nell'ottobre del 1937.
Il 1º febbraio 1939, al termine del servizio di militare, viene assunto all'ufficio progettazione Lancia. Conosce Rita Lancia, figlia di Giovanni (il fratello maggiore di "Monsù" Vincenzo, il fondatore della Casa) e la sposa.
Il primo incarico importante che gli viene affidato è lo studio di equilibratura di un motore esacilindrico a V, ricavato da un precedente prototipo "V8".
Tra la fine del 1940 e l'inizio del 1943, a causa dei bombardamenti alleati su Torino, l'ufficio progettazione e alcuni reparti Lancia vengono trasferiti a Padova, dove De Virgilio inizia lo studio per l'equilibratura di motori "V6" con angolo tra i cilindri variabile da 40° a 80°. Le sue intuizioni vengono approvate da Giuseppe Vaccarino e da Vittorio Jano che danno il via libera alla realizzazione di alcuni esemplari del nuovo motore V6 di 45º tipo 538, lungamente sperimentato su telaio "Aprilia".
Nei primi anni del dopoguerra è tra i principali autori del motore "B10 primo tipo", un "6V" di 50°, seguito dal "B10 secondo tipo", il "V6" di 60° dal quale derivarono le motorizzazioni per i modelli "Aurelia", "Flaminia" e le loro derivazioni sportive. Dopo il 1955, con l'abbandono delle competizioni ufficiali da parte della Lancia, il passaggio di Jano alla Ferrari e l'arrivo alla direzione tecnica di Antonio Fessia, De Virgilio inizia ad occuparsi di motori diesel per camion e autobus, progettando fra l'altro un motore a 6 cilindri in linea che poteva essere montato, sia verticalmente, sia orizzontalmente), dopodiché torna ai motori ad accensione comandata, dividendosi tra lo sviluppo delle motorizzazioni di serie e l'assistenza tecnica ufficiosa alla Squadra Corse HF Lancia fondata da Cesare Fiorio.
Anche dopo la sua andata in pensione, avvenuta il 30 giugno 1975, De Virgilio continua lungamente a collaborare con Fiorio, sovrintendendo la preparazione dei motori di vetture ufficiali come "Stratos", "131 Abarth Rally" e "Beta Montecarlo Turbo".
L'ultima attività di De Virgilio riguarda però l'Alfa Romeo, dove collabora alla realizzazione di due motori, un 4 cilindri turbo ed un 10 cilindri a V di 72°, che avrebbero dovuto essere montati su vetture monoposto di Formula 1.